# 129100 Aaronammons
129100 Aaronammons è un asteroide della fascia principale. Scoperto nel 2004, presenta un'orbita caratterizzata da un semiasse maggiore pari a 2,7098344 UA e da un'eccentricità di 0,0504463, inclinata di 2,81825° rispetto all'eclittica.